# Explorer 10
Explorer 10 ou P-14 est un petit satellite scientifique américain du programme Explorer de l'agence spatiale américaine, la NASA, lancé  le 25 mars 1961. Placé sur une orbite haute très elliptique, il a effectué la première mesure de la vitesse du vent solaire dont il a confirmé l'existence et l'origine. Il contribuer à définir les contours de la magnétosphère terrestre côté nuit.

## Contexte
L'ère des fusées-sondes qui s'ouvre immédiatement après la Seconde Guerre mondiale, puis, le début de l'ère spatiale (1957) permettent pour la première fois d'envoyer des instruments dans la haute atmosphère et d'étudier l'influence du champ magnétique terrestre sur son environnement spatial. La magnétosphère terrestre, c'est-à-dire la région de l'espace dans laquelle les phénomènes physiques sont dominés ou organisés par le champ magnétique de la Terre, se révèle beaucoup plus complexe que ce qui avait été modélisé jusque-là et devient un des principaux thèmes d'étude des satellites scientifiques lancés à la fin des années 1950 et au début des années 1960. Ainsi le premier satellite artificiel américain Explorer 1 découvre au niveau de l'équateur magnétique et à une altitude supérieure à 1 000 km les ceintures de radiation de la Terre (ceintures de Van Allen). Celles-ci sont générées par des protons et électrons énergétiques piégés par le champ magnétique terrestre. Ces informations sont confirmées et raffinées par les satellites Explorer 3, Spoutnik 3, Explorer 4 et Pioneer 3. Pioneer 4 qui se place sur une orbite héliocentrique (autour du Soleil) fournit une première indication sur la limite extérieure des ceintures de radiation (au moins 10 rayons terrestres). Il est également établi par ces satellites que ces limites fluctuent dans le temps et que ces variations sont liées aux conditions régnant dans l'espace interplanétaire elles-mêmes découlant de l'activité solaire. Dès 1958, Eugene Parker avait établi de manière théorique que la couronne solaire émettait en permanence un plasma éjecté dans l'espace interplanétaire et influençant l'environnement spatial de la Terre. La présence de ce vent solaire est confirmée par les satellites Luna 2 et Luna 3. C'est dans ce contexte que le Centre de vol spatial Goddard, établissement de l'agence spatiale civile américaine de la NASA, développe le satellite P-14 (10e satellite du programme Explorer) équipé d'instruments permettant de quantifier la direction et l'intensité du champ magnétique terrestre ainsi que de mesurer les caractéristiques du vent solaire. L'orbite retenue doit permettre au satellite d'étudier l'étendue de la magnétosphère terrestre.

## Déroulement de la mission
Explorer 10 est lancé depuis la base de lancement de Cape Canaveral le 3 novembre 1960 par une fusée Thor-Delta et placé sur une orbite haute terrestre très elliptique de 220 x 180 999 km avec une inclinaison orbitale de 33,0° et une période de 83,5 heures. La trajectoire l'amène dans la direction opposée au Soleil (côté nuit) et il effectue des mesures durant 52 heures. Il s'arrête de fonctionner, comme prévu, à la suite de l'épuisement de ses batteries peu avant d'atteindre l'apogée après avoir parcouru moins de la moitié de son orbite. Explorer 10 est détruit durant sa rentrée atmosphérique le 30 juin 1968.

## Caractéristiques techniques

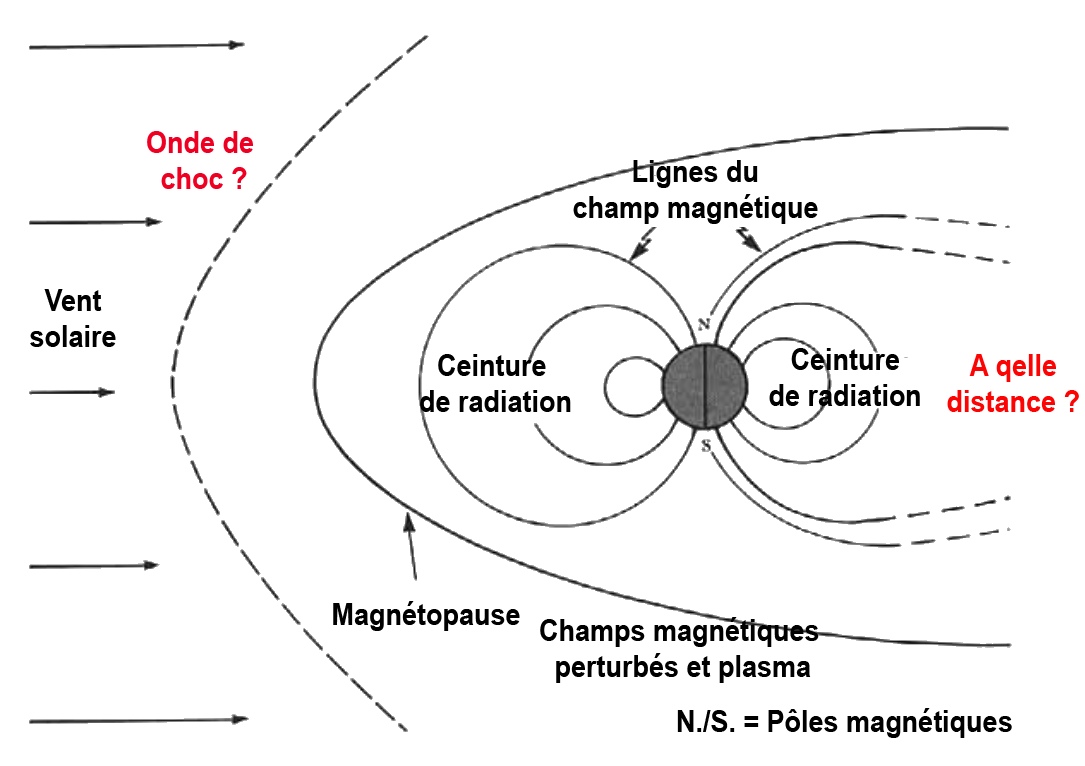
La magnétosphère terrestre telle qu'elle était modélisée début 1962 grâce notamment aux données fournies par Explorer 10.

Explorer 10 est un petit satellite scientifique de 79 kg de forme cylindrique stabilisé par rotation. L'énergie est fournie par des batteries ce qui limite sa durée de vie à environ 52 heures. Il emporte les instruments suivants :
- Un magnétomètre fluxgate[3] ;
- Une cavité de Faraday fournit des données sur la densité du plasma solaire ainsi que la magnitude et la direction de ses mouvements[4] ;
- Un capteur optique mesure la position du Soleil, de la Lune et de la Terre et permet ainsi d'établir l'orientation du satellite[5].

## Résultats
Les données recueillies par Explorer 10 ont permis de confirmer l'existence du vent solaire dans l'espace interplanétaire. Ce flux de plasma émis en permanence par le Soleil avait été détecté peu auparavant par les sondes soviétiques Lunik 2 et Lunik 3. Explorer 10 confirme qu'il provient de la direction du Soleil et évalue sa vitesse à environ 300 km par seconde. Le satellite, qui s'éloigne de la Terre côté nuit dans une direction faisant un angle d'environ 130° avec celle du Soleil, détermine que la limite de la magnétosphère terrestre dans cette direction se situe entre 22 et 47 rayons terrestres.  Ses mesures indiquent que le satellite franchit à 6 reprises cette limite suggérant que celle-ci ondule sous l'influence du vent solaire. À l'intérieur de la magnétosphère l'intensité du champ magnétique mesurée est de 20 à 30 gammas et aucun plasma n'est détecté tandis qu'à l'extérieur le champ magnétique chute à 10-15 gammas et la présence du plasma est permanente. Au-delà de la magnétopause s'étend une région dans laquelle les champs magnétiques sont variables en direction et en intensité et les radiations ambiantes sont isotropes.

## Galerie

Explorer 10 avant son lancement
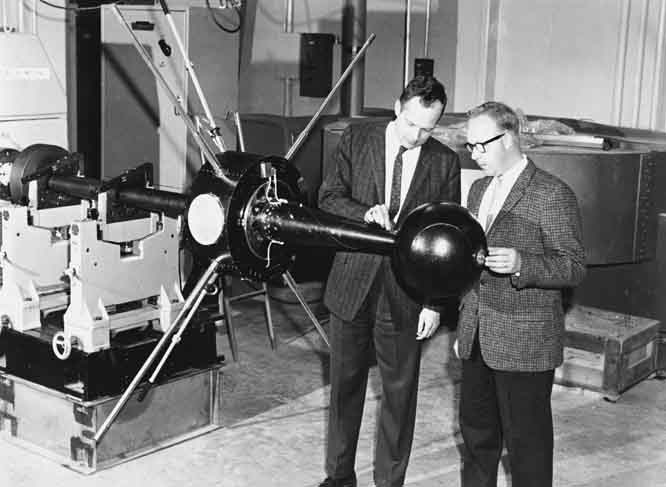
Inspection du satellite.
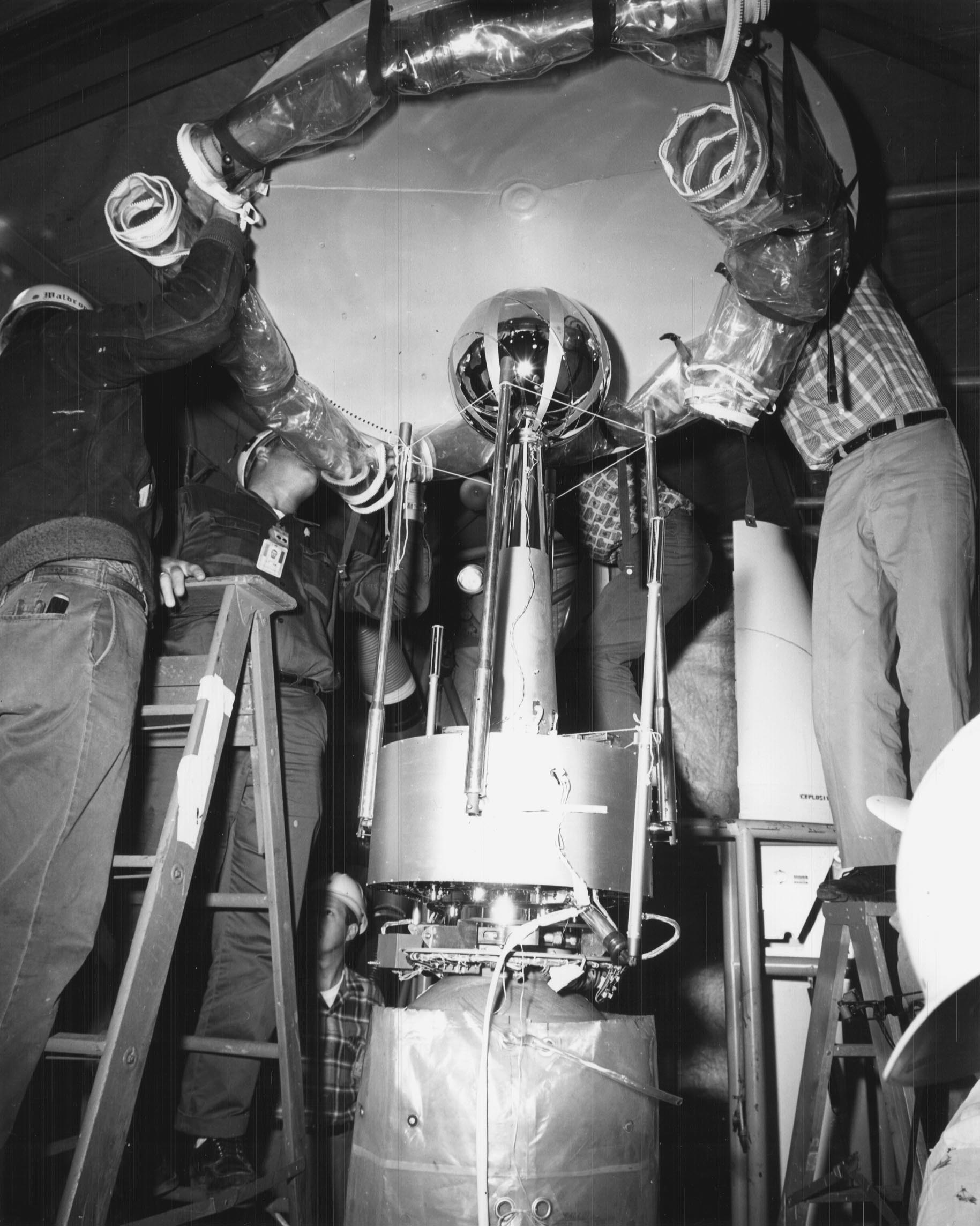
Explorer 10 fixé au sommet de la fusée Thor Delta est placé provisoirement sous une bâche.
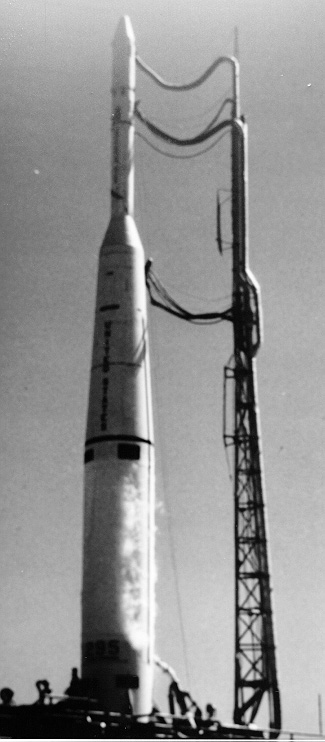
Sur le pas de tir avec son lanceur Thor-Delta.